# Обыкновенный таймень
(Обыкнове́нный) тайме́нь (лат. Hucho taimen) — рыба рода таймени семейства лососёвых.
Самый крупный представитель семейства лососёвых, достигающий 1,5—2 м длины и 60—80 кг веса. Самцы больше самок.

## Распространение и среда обитания
Обитает в пресной воде — реках и проточных холодноводных озёрах, никогда не выходит в море. Встречается в России на обширной территории: от Предуралья (бассейны рек Печоры и Камы) до восточных окраин Якутии и юга Дальнего Востока (реки Яна, Алдан, Уда, Тугур, в Амуре с его притоками Гур, Бира, Катэн, Кафэн, Сукпай, Кур, Тунгуска, Анюй, Хор), в реке Зея и Зейском водохранилище, на Сахалине (нерест в реке Тымь в районе посёлков Тымовское, Красная Тымь, Белое, расположенных в 200 км от устья, Мелкой и Богатой, а также в реке Поронай). Сахалинский таймень обитает в Охотском море. Водится в Хакасии в реке Абакан. Таймень любит быстрое течение. Встречается также в истоке реки Бия (Телецкое озеро, Республика Алтай) и реке Катунь. Распространён в сибирских реках Енисей, Ангаре, Малой и Большой Белой, Чикое, Белой, Оноте, Урике, Оке, но уже в ограниченном количестве. В Забайкалье сохранился в реках Витим, Онон. В республике Бурятия — в реке Уде. Есть в реке Турке, Максимихе, Баргузине. В Приморском крае распространён в притоках реки Амур: Уссури, Бикин, Большая Уссурка, Катунь, а также в озере Ханка. Кроме того, он обитает в реке Кия. Также может встречаться в сибирских реках и водоёмах с пресной водой ( река Обь в Новосибирской области .)

## Прочие сведения

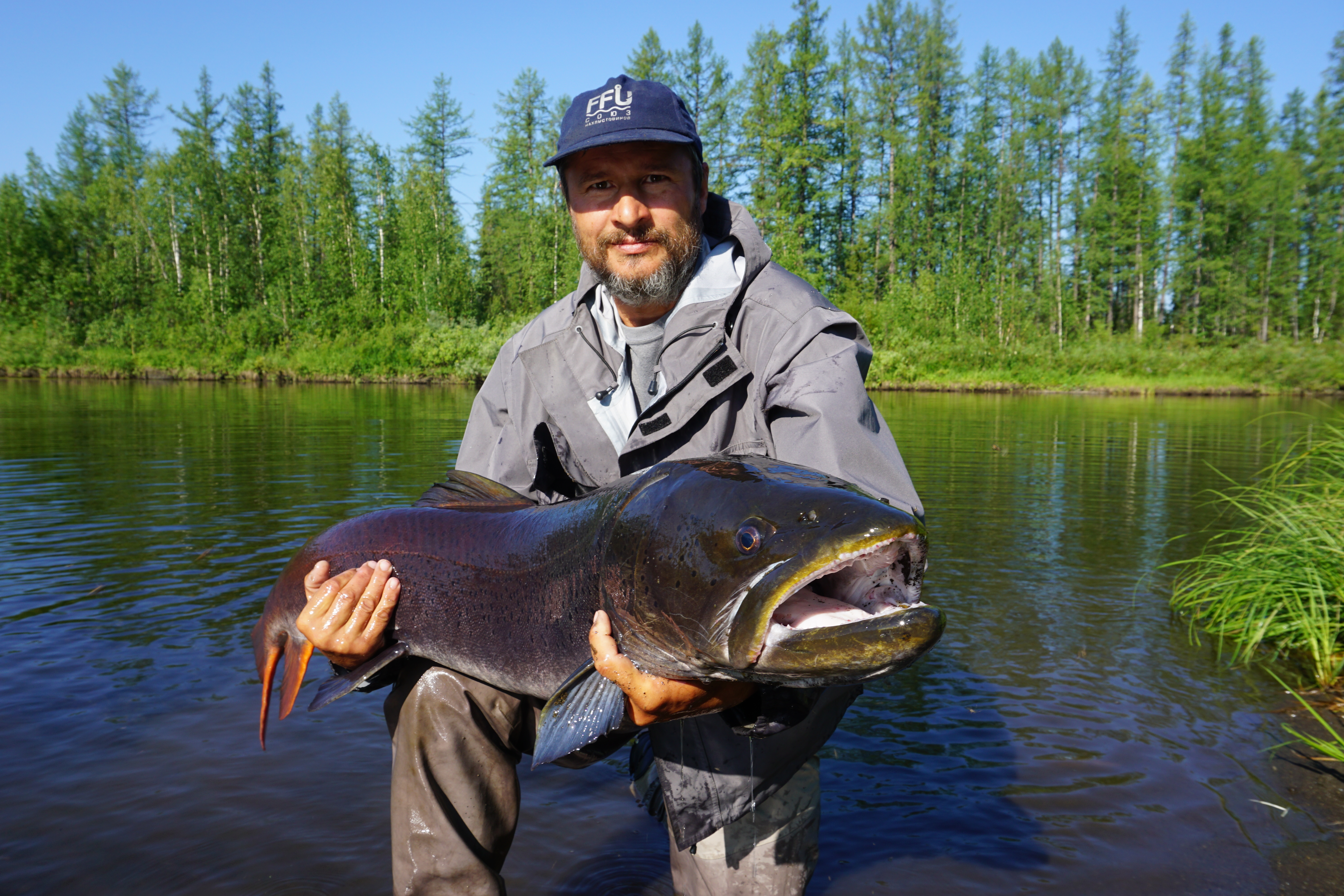
Трофейный таймень

В летнее время обитает в горных реках с холодной водой, зимой выходит и в равнинные реки бассейна Амура. Откладывает 10—34 тысяч икринок, мальки вылупляются примерно через один месяц.
Летом таймень ловится спиннингом на различные блёсны, джиг-головки, искусственных мышей, зимой — на «махалку» с зимними блёснами.
Таймень, как и прочие лососёвые рыбы, некостляв; его мясо нежное, жирное, бледно-розового цвета.

## Охранный статус
Внесён в Красную книгу России, Красную книгу ХМАО — Югры, Красную книгу Сахалинской области, Красную книгу Иркутской области и другие.